# Naomi Russell (actriz porno)
Naomi Russell (Los Ángeles, California; 25 de septiembre de 1983), también conocida como Naomi, es una mujer de origen judío que se destacó como actriz pornográfica estadounidense. Actualmente se encuentra retirada.

## Vida
Naomi Devash Dechter nació el 25 de septiembre de 1983 en Los Ángeles, California (Estados Unidos) de un padre rabino israelí y una madre checoslovaca. Ella se considera de religión judía.

## Carrera
Inició su carrera en el cine porno bajo el nombre de Naomi Russell en julio del 2005 y ya en el año 2006 contaba con apariciones en más de 120 filmes. Ha rodado más de 390 películas a lo largo de toda su carrera. Ha participado en filmes donde predomina el sexo anal, llegando a ser conocida como estrella de videos de Bangbros y Reality Kings. En sus vídeos realiza escenas de diversas modalidades como sexo oral, sexo anal, orgías y la doble penetración.
En 2007, ganó el premio de la revista especializada AVN como Mejor actriz revelación en la industria del cine porno. Vive actualmente en el estado de Luisiana.

## Premios
- 2006: CAVR : Starlet of Year
- 2007 Premio AVN como «mejor nuevo talento».
- 2007 Premio AVN "Mejor escena sexual POV" (en compañía de Tommy Gunn)